# Barusia hofferi
Barusia hofferi är en spindelart som först beskrevs av Josef Kratochvíl 1935.  Barusia hofferi ingår i släktet Barusia och familjen Leptonetidae.
Artens utbredningsområde är Montenegro. Inga underarter finns listade.